# Anne Delaney
Anne Delaney OFS (* 10. Oktober 1958 in Washington, D.C.) ist eine US-amerikanische Komponistin, Sängerin und Songwriterin.
Delaney, die Mitglied der Laienbewegung des Ordo Franciscanus Saecularis ist, wurde vor allem als Komponistin von Liedern und Chorwerken religiösen Inhaltes bekannt. Sie veröffentlichte zwei Song-Alben: Wool on The Lamb und On Your Behalf. Ihre Kompositionen wurden im Rundfunk gespielt, und sie trat bei der Gedenkfeier für Mutter Teresa in San Francisco auf.
Sie erhielt Kompositionsaufträge katholischer Kirchen für liturgische Musik und einen Auftrag der Filmfirma ICON für eine Filmmusik. Für ihre Kompositionen erhielt sie den Preis des Music City Songwriters Festival im Bereich Gospel, den Bank of America Award in Music und Preise der National Association of Composers (NACUSA), der United Technologies Corporation und der Peninsula Community Foundation.

## Werke
- If Today Your Hear His Voice für Stimme und Klavier, 1979
- This Blessing Cup für mittlere Stimme, Klavier, Gitarre und Glocken, 1980
- Deliver Me für mittlere Stimme, Trommeln, Klavier und Gitarre, 1981
- I Will Lift Up Mine Eyes  für mittlere Stimme, Gitarre und Klavier, 1981
- If Ever I Forget You für Stimme und Klavier, 1981
- Theme and Variations in A Minor für Violine, Viola und Cello, 1981
- Thou Art My God für Sopran, Alt, Violine, Viola und Cello, 1981
- Why Have You Abandoned Me? für Tenor oder Bariton und Klavier, 1981
- The Kingdom of God für Sopran oder Tenor, Harfe und Klavier, 1982
- Consider the Lilies für Alt oder Sopran und Klavier, 1983
- A Beautiful Rose für Sopran oder Tenor, Gitarre und Harfe, 1984
- Covenant für Sopran oder Bariton, Gitarre und Harfe, 1984
- Hold to My Words für Stimme und Klavier, 1984
- Wool on The Lamb für Sopran, Alt oder Tenor und Klavier, 1984
- Angels are Saying für hohe Stimme, Klavier, Harfe und Perkussion, 1986
- 89 Hours für mittlere oder tiefe Stimme, Klavier, Violine, Viola und Cello, 1989
- Cekal Jsem für Streicher, 1989
- I Have Waited für Streicher, 1989
- Justified für mittlere oder hohe Stimme, Klavier und Streichorchester, 1989
- King of Hearts für Sopran oder Tenor, ghemischen  Chor, Klavier oder Orgel, Kontrabass, Viola und Mandoline, 1989
- On Your Behalf für Stimme, lavier und Chor, 1989
- Into This Child für mittlere Stimme, Klavier und Gitarre, 1990
- Only A Whisper für Chor, Solostimmen, Streicher und Orgel, 1990
- Armada Miru für Chor, Solist, Streicher, Perkussion und Oboe, 1992
- Army of Peace für Chor, Solist, Streicher, Perkussion und Oboe, 1992
- Before We Go für Flöte, Klarinette, Stimme, Orgel und Klavier, 1993
- Líbera Nos, Dómine: A Litany für Sopran, Tenor oder Alt und Carillon, 1993
- The Stone Rejected für Stimme, Klavier, Gitarre und Perkussion, 1993
- There's a Way für Sopran oder Tenor, Klavier, Flöte und Gitarre, 1993
- The Kingdom of God für Sopran oder Tenor, Harfe und Klavier, 1998
- Srdcí Král für Sopran oder Tenor, gemischten Chor, Orgel oder Klavier, Gitarre, Kontrabass, Viola und Mandoline, 1999
- Trilogy of Hope für gemischten Chor, 2009